# Сухменська сільська рада
Сухме́нська сільська рада (рос. Сухменский сельский совет) — сільське поселення у складі Половинського району Курганської області Росії.
Адміністративний центр — село Сухмень.
Населення сільського поселення становить 341 особа (2017; 511 у 2010, 774 у 2002).

## Склад
До складу сільського поселення входять:
| Населений пункт     | Населення, осіб (2002) | Населення, осіб (2010) |
| ------------------- | ---------------------- | ---------------------- |
| Нахімовка, присілок | 40                     | 20                     |
| Сухмень, село       | 593                    | 380                    |
| Чернавчик, присілок | 141                    | 111                    |